# Patricio Pacífico
Patricio Pacífico Domínguez (Montevideo, 8 aprile 2006) è un calciatore uruguaiano, difensore del Defensor Sporting.

## Caratteristiche tecniche
Gioca come difensore centrale.

## Carriera

### Club
Pacífico è cresciuto nel settore giovanile del Defensor Sporting, con cui ha firmato il primo contratto professionistico il 2 novembre 2022. ha esordito in prima squadra il 24 aprile 2024 nell'incontro di Primera División perso 2-1 contro il Rampla Juniors.

### Nazionale
Nel 2023 ha partecipato con la Uruguay Under-17 al campionato sudamericano di categoria.
Ha giocato nella nazionale uruguaiana Under-20, con la quale nel 2025 ha anche segnato una rete nel campionato sudamericano di categoria.

## Statistiche

### Presenze e reti nei club
Statistiche aggiornate al 5 maggio 2024.
| Stagione        | Squadra           | Campionato      | Campionato | Campionato | Coppe nazionali | Coppe nazionali | Coppe nazionali | Coppe continentali | Coppe continentali | Coppe continentali | Altre coppe | Altre coppe | Altre coppe | Totale | Totale | Totale |
| Stagione        | Squadra           | Comp            | Pres       | Reti       | Comp            | Pres            | Reti            | Comp               | Pres               | Reti               | Comp        | Pres        | Reti        | Pres   | Reti   |        |
| --------------- | ----------------- | --------------- | ---------- | ---------- | --------------- | --------------- | --------------- | ------------------ | ------------------ | ------------------ | ----------- | ----------- | ----------- | ------ | ------ | ------ |
| 2024            | Defensor Sporting | PD              | 6          | 0          | CU              | 0               | 0               | CL                 | 0                  | 0                  | SU          | 0           | 0           | 6      | 0      |        |
| Totale carriera | Totale carriera   | Totale carriera | 6          | 0          |                 | 0               | 0               |                    | 0                  | 0                  |             | 0           | 0           | 6      | 0      |        |

## Palmarès

### Club

#### Competizioni nazionali
- Copa Uruguay: 1

Defensor Sporting: 2024